# Lucas Watzenrode
Lucas Watzenrode, o Jovem (também Watzelrode e Waisselrod; em alemão:  Lucas Watzenrode der Jüngere; em polonês/polaco:  Łukasz Watzenrode; Toruń, 30 de outubro de 1447 — Toruń, 29 de março de 1512) foi um bispo de Vármia e tio do astrônomo Nicolau Copérnico, que educou devido à morte de seus pais.

## Início de vida
A família e seu nome tiveram origem no povoado da Silésia chamado Weizenrodau. Watzenrode nasceu em Thorn (Toruń), filho do mercador Lucas Watzenrode, o Velho (1400–1462). Ele estudou na Universidade Jaguelônica, na Universidade de Colônia e na Universidade de Bolonha.
Depois de sua irmã Barbara e seu marido Niklas Koppernigk morrerem por volta de 1483, Lucas cuidou de seus quatro filhos, Katharina, Barbara, Andreas and Nicolaus, o último dos quais tornar-se-ia conhecido como o astrônomo Nicolaus Copernicus.

## Antecedentes históricos
A Diocese de Vármia, anteriormente parte do Estado da Ordem Teutónica, tinha, com a Paz de Toruń (1466), ficado baixo a soberania do Rei da Polônia. Baseado nesse tratado, o rei polonês tinha o direito de indicar o Bispo. No entanto, nem o Capítulo de Vármia, nem o Bispo recém eleito, Nicolaus von Tüngen (1467–1489), reconheciam o direito do Rei fazer isso.
A Polônia contestou a eleição de von Tüngen, e isso levou à Guerra dos Padres (1467–1479) e ao Primeiro Tratado de Piotrków Trybunalski (1479), pelo qual o Capítulo era obrigado a procurar consenso com o rei polonês. A Diocese de Vármia foi feita sufragânea ao Arcebispado de Riga, então encabeçada pelo Arcebispo Michael Hildebrand.

## Bispado
Esse acordo foi um tanto vago, como demonstrado na eleição de 1489 do próximo bispo, Lucas Watzenrode, que recebeu a mitrado Papa Inocêncio VIII contra os desejos explícitos do Rei Casimiro IV, que havia preferido que um de seus filhos, Frederico, se tornasse Bispo de Warmia. Watzenrode resistiu, e quando Casimiro morreu em 1492 e foi sucedido por João I Alberto, ele pôde finalmente estabelecer a isenção da Diocese de Riga. Com o Segundo Tratado de Piotrków Trybunalski (1512), bispos posteriores aceitaram uma influencia limitada do Rei polonês nas eleições. A Santa Sé considerou a Diocese isenta até 1992, quando ela foi feita uma Arquidiocese, a qual é isenta por  natureza.
Watzenrode, um organizador bem sucedido dos negócios internos de seus territórios, residiu em Heilsberg (Lidzbark Warmiński). Ele reorganizou a escola da catedral e planejou fundar uma universidade em Elbing (Elbląg). Ele argumentou que a Ordem Teutónica tinha cumprido suas missões na região Báltica, pela sua conversão ao Cristianismo, e propôs enviar a Ordem para regiões mais infiéis. O Império Otomano era uma ameaça presente e tinha dominado largas partes da Europa, assim o Bispo sugeriu que a Ordem "fosse lutar com os Turcos".
A Diocese sofreu repetidos ataques armados da Ordem Teutónica, que tentaram reconquistar seu território. A Polônia procurou rescindir a autonomia do Princípe-Bispo, esperando forçar a cessão de suas prerrogativas para a coroa polonesa. Nessa área de  conflito, Watzenrode guardou os interesses de Warmia e manteve relações amigáveis com a Polônia. Ele foi por longo tempo oponente dos Cavaleiros Teutónicos, havendo rumores logo depois de sua morte que tinha sido envenenado por eles.

## Família
Watzenrode cuidou de seus dois sobrinhos e de suas duas sobrinhas, depois que eles ficaram órfãos. Katharina casou com o homem de negócios e vereador Barthel Gertner, enquanto Barbara se tornou uma freira beneditina. Watzenrode enviou os irmãos Nicolaus (Copérnico) e Andreas para estudar em Cracóvia e na Itália (Bolonha, Pádua, Ferrara). Depois de seus estudos, Copérnico auxiliou seu tio em assuntos administrativos e foi seu conselheiro mais próximo além de seu médico pessoal.
Lucas Watzenrode o Jovem morreu em Thorn (Toruń) durante seu retorno de uma jornada oficial.